# Янаул
Янау́л (баш. МФА: Яңауыло файле) — город (с 1991 г., рабочий посёлок с 26 октября 1938 г.) в России, административный центр Янаульского района Республики Башкортостан. Образует городское поселение город Янаул.

## География
Город расположен на реках Янаулке и Буе, в 218 км от Уфы. Железнодорожная станция на линии Москва — Екатеринбург.
Площадь: 26 км².

### Климат
Климат умеренный континентальный.
| Показатель              | Янв.  | Фев.  | Март | Апр. | Май  | Июнь | Июль | Авг. | Сен. | Окт. | Нояб. | Дек. | Год |
| ----------------------- | ----- | ----- | ---- | ---- | ---- | ---- | ---- | ---- | ---- | ---- | ----- | ---- | --- |
| Средняя температура, °C | −12,9 | −12,6 | −6,2 | 3,5  | 11,8 | 17,2 | 19,1 | 16,3 | 10,4 | 3,7  | −5,1  | −11  | 2,9 |
| Норма осадков, мм       | 29    | 21    | 19   | 25   | 41   | 60   | 61   | 60   | 54   | 51   | 40    | 31   | 492 |
| Источник: .             |       |       |      |      |      |      |      |      |      |      |       |      |     |

## Этимология
Название города происходит от баш. Яңауыл: «яңы» — новая, «ауыл» — деревня.

## История
Первое письменное упоминание о деревне Янаул относится к 1750 году, в ней проживали преимущественно вотчинные башкиры, занимались земледелием, скотоводством и пчеловодством, сдавали в аренду земли пришлым крестьянам. По данным переписей в 1795 г. население составляло 173 человек при 30 дворах, 1859 г. — 461 при 85 дворах. В 1866 создана Янаульская волость — Янаул стал волостным центром.
В 1912—1916 строится железная дорога Казань-Екатеринбург. Магистраль прошла между Янаулом и расположенной неподалёку деревней Иванаево. В 1916 открылась ж.-д. станция Янаул. В годы Гражданской войны станция стала местом ожесточённых боев. Затем во времена НЭПа вокруг станции стали вырастать мастерские, промышленные артели, кооперативы и склады, возник посёлок  Красный Октябрь. А в 1938 деревни Янаул, Иванаево и посёлок Красный Октябрь были объединены в рабочий посёлок Янаул.
В годы Великой Отечественной войны в Янаульском районе базировалась лётная школа, был обустроен аэродром, военный госпиталь. 20 октября 1941 года в связи с усложнившейся военно-стратегической обстановкой на Московском направлении военно-финансовое училище в полном составе эвакуируется в восточные районы страны. 28 октября 1941 года состоялось прибытие железнодорожного эшелона с личным составом военно-финансового училища к месту дислокации на станцию Янаул СвЖД. Открыто ж.д. депо — Янаул стал узловой станцией. Построен кирпичный завод.
Открытие нефти в 1964 дало новый импульс промышленного развития Янаула. НГДУ «Краснохолмскнефть» (на сегодня филиал ОАО «Башнефть» «Башнефть-Янаул») стало градообразующим предприятием. Возникли строительные управления, строилось многоэтажное жильё. Росли и другие предприятия — «Янаульский элеватор», «Янаульский маслосыркомбинат», «Янаульский плодо-овощной консервный завод», «Янаульский хлебокомбинат», мясокомбинат и пр. Расширялась социальная среда: появлялись новые школы, детские сады, больницы, поликлиники и др. Население выросло до 25 тысяч человек. В 1991 году Янаул получил статус города республиканского значения.
В 1990-е закрывались некоторые предприятия: кирпичный завод, консервный завод, маслосыркомбинат, хлебокомбинат, пустели животноводческие комплексы, разваливались колхозы. Затем восстановилась сельхозпереработка (комбикормовый завод ООО «Янаул-зерно», заложен новый комплекс по Торговый комплекс Юбилейный, Янаулоткорму КРС), был построен «Янаульский завод несъёмной опалубки», позволяющий быстрыми темпами возводить малоэтажное, доступное жильё. Велись работы по закладке в Янауле металлургического комбината. Развивался малый бизнес, фермерские хозяйства. В городе появилась новая газета. Возведены новые современные торговые центры. 

## Население
| 1939    | 1959    | 1970    | 1979    | 1989    | 1993    | 1996    | 1998    | 2000    | 2001    | 2002    | 2003    |
| ------- | ------- | ------- | ------- | ------- | ------- | ------- | ------- | ------- | ------- | ------- | ------- |
| 11 861  | ↗15 572 | ↗18 751 | ↗21 188 | ↗24 406 | ↗27 200 | ↗28 500 | ↗28 700 | ↗29 100 | ↗29 300 | ↘27 909 | ↘27 900 |
| 2005    | 2006    | 2007    | 2008    | 2009    | 2010    | 2011    | 2012    | 2013    | 2014    | 2015    | 2016    |
| ↘27 300 | ↘27 100 | ↗27 200 | ↘21 748 | ↗27 500 | ↘26 924 | ↘26 900 | ↘26 669 | ↘26 597 | ↘26 297 | ↘26 074 | ↘25 894 |
| 2017    | 2018    | 2019    | 2020    | 2021    |         |         |         |         |         |         |         |
| ↘25 747 | ↘25 511 | ↘25 361 | ↘25 109 | ↗25 908 |         |         |         |         |         |         |         |

На 1 января 2025 года по численности населения город находился на 556-м месте из 1124 городов Российской Федерации.

### Национальный состав
Согласно Всероссийской переписи населения 2010 года: башкиры — 39,4 %, татары — 29,9 %, русские — 16,5 %, удмурты — 9 %, марийцы — 3,9 %, лица других национальностей — 1,3 %.
По итогам переписи населения 2020 года проживали следующие национальности (национальности менее 0,1 % и другое см. в сноске к строке «Другие»):
| Национальность | Численность, чел. | Доля     |
| -------------- | ----------------- | -------- |
| Башкиры        | 11 367            | 43,87 %  |
| Татары         | 7555              | 29,16 %  |
| Русские        | 3755              | 14,49 %  |
| Удмурты        | 2068              | 7,98 %   |
| Марийцы        | 753               | 2,91 %   |
| Азербайджанцы  | 37                | 0,14 %   |
| Украинцы       | 27                | 0,10 %   |
| Другие         | 346               | 1,35 %   |
| Итого          | 25 908            | 100,00 % |

### Языковой состав
Согласно Всероссийской переписи населения 2010 года родными языками населения являлись: татарский — 45,5 %, 
русский — 21,7 %, башкирский — 20,9 %, удмуртский — 7,9 %, марийский — 3,4 %.

## Памятники
- Вечный огонь с мемориалом боевой и трудовой Славы.
- Братская могила военных лётчиков (1942 г.)
- Обелиск воинам, погибшим в Великой Отечественной войне, работавшим на станции Янаул.
- Обелиск учителям и учащимся школы, погибшим в борьбе за Родину.
- Обелиск павшим в борьбе за свободу, независимость нашей Родины в Великой Отечественной войне, работавшим на Янаульской МТС.

## Достопримечательности
- Памятник героям Великой Отечественной войны. Большой комплекс монументов включает в себя стелу, мемориальные доски с именами героев. Немного в отдалении находится скульптура скорбящей матери. Монумент находится на улице Азина. В годы Великой Отечественной войны в городе был размещён эвакогоспиталь[28].
- Иверско-Илиинский храм. В одно время со строительством железнодорожной станции Янаул в 1916 году рядом со зданием вокзала была возведена часовня. Подрядчиком на объекте выступала та же фирма, что строила станцию и железную дорогу. Немного позже часовню увеличили за счёт пристройки в передней части здания, а над ней возвели колокольню. Так в Янауле появился Иверско-Илиинский храм[29].
- Музей кукол. Стараясь привлечь детей к чтению, в центральной районной модельной детской библиотеке Янаула в 2007 году создали музей кукол. В 2-х залах разместили экспозицию, центральное место которой занимают куклы в национальных костюмах народов, проживающих на территории Башкортостана. Куклы служат не только для забавы — они могут привить вкус к чтению[30].
- Историко-краеведческий музей города Янаула, основан в октябре 1977 года. Первый зал рассказывает об археологических памятниках на территории Янаульского района. Большой стенд посвящён этой тематике с фотографиями и указаниями мест, где проводились раскопки. Следующий зал посвящён животному и растительному миру края. Лось, рысь, лиса и много других видов представлены в виде чучел. Прекрасные гербарии представлены зрителям в следующем зале. В нём можно увидеть и упомянутый выше уникальный экспонат: кресло Шутова. Выставки на втором этаже рассказывают об этнографии района, здесь представлены костюмы башкир и предметы быта[31]. Также присутствуют и другие уникальные экспозиции[32].
- Парк в центре Янаула. Включает в себя длинные аллеи, лавочки, клумбы. Множество скульптур: гармонь, символ праздника и песни; «Человечек с саксофоном», девушка с кувшином. Также в парке есть фонтан, памятник В.И. Ленину[33].
- Трактор СХТЗ-15/30, один из символов прогрессивного района, символ механизации производства[34].

## Социальная сфера

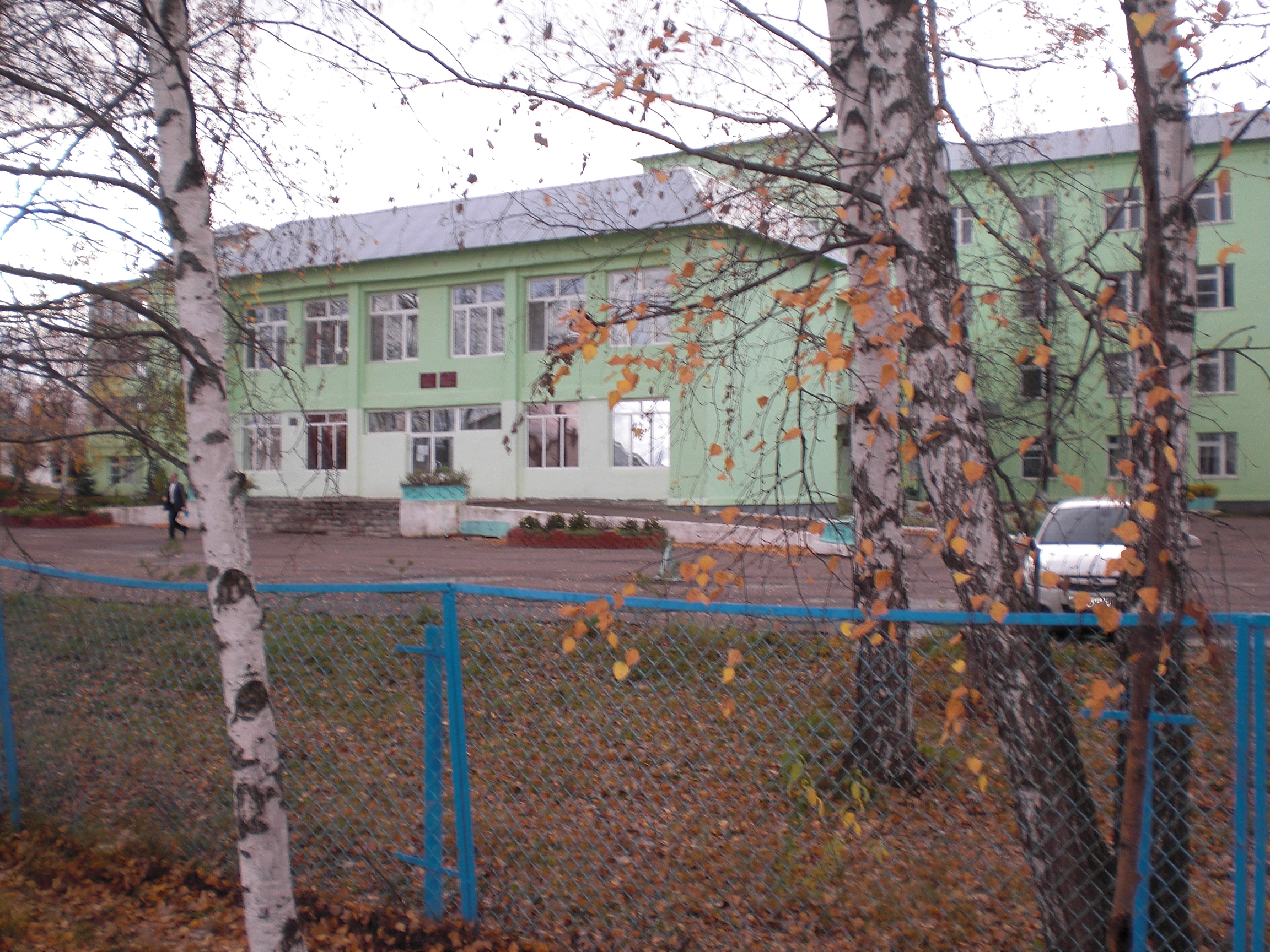
Центральная районная больница г. Янаул

- Янаульский историко-краеведческий музей
- Янаульский почтамт

## Экономика

### Промышленность
- Янаульская городская типография;
- ООО «Янаульский молочный завод»;
- НГДУ «Арланнефть»;
- ООО «Янаульский элеватор»;
- ООО «Авангард Нефтесервис»;
- Янаульский филиал АО «Башкоммунэнерго»;
- Янаульский завод несъёмной опалубки (ЯЗНО).
- ОАО "РЖД" Горьковская железная дорога г. Янаул Северные ворота Башкортостана

### Банки
- Янаульское отделение Сбербанка России (№ 4607);
- Отделение банка «Уралсиб»;
- Отделение Совкомбанка
- Отделение Россельхозбанка;
- Отделение банка «ПромТрансБанк».

### Коммунальные службы
- Янаулводоканал;
- Водоканалстройсервис;
- Янаульские электрические сети;
- Горсвет;
- Янаултеплоэнерго;
- Управление жилищно-коммунального хозяйства;
- Предприятие дорожно-озеленительных работ;

## Средства массовой информации
- Газета «Янаульские зори»,
- Газета «Вариант-52 Архивная копия от 29 декабря 2021 на Wayback Machine»,
- МАУ «Янаульское телевидение».

## Радио
- 90,8 МГц — DFM
- 102,6 МГц — Спутник FM;
- 104,3 МГц — Радио Юлдаш;

## Религия
Мечети:
- Соборная мечеть
- Мечеть Иман

Православные храмы:
- Иверско-Ильинская церковь